# ديف درير
ديف درير (بالإنجليزية: Dave Dreyer)‏ هو عازف بيانو وملحن أمريكي، ولد في 1894 في بروكلين في الولايات المتحدة، وتوفي في 1967.

## وصلات خارجية
- ديف درير على موقع IMDb (الإنجليزية)
- ديف درير على موقع ميوزك برينز (الإنجليزية)
- ديف درير على موقع ديسكوغز (الإنجليزية)
- ديف درير على موقع قاعدة بيانات الفيلم (الإنجليزية)